# Lanas
Lanas é uma comuna francesa na região administrativa de Auvérnia-Ródano-Alpes, no departamento de Ardèche. Estende-se por uma área de 9,85 km². Em 2010 a comuna tinha 495 habitantes (densidade: 50,3 hab./km²).